# MPPED1
MPPED1 (англ. Metallophosphoesterase domain containing 1) – білок, який кодується однойменним геном, розташованим у людей на довгому плечі 22-ї хромосоми. Довжина поліпептидного ланцюга білка становить 326 амінокислот, а молекулярна маса — 37 207.
| 10         |  | 20         |  | 30         |  | 40         |  | 50         |
| ---------- |  | ---------- |  | ---------- |  | ---------- |  | ---------- |
| MWRSRWDASV |  | LKAEALALLP |  | CGLGMAFSQS |  | HVMAARRHQH |  | SRLIIEVDEY |
| SSNPTQAFTF |  | YNINQGRFQP |  | PHVQMVDPVP |  | HDAPKPPGYT |  | RFVCVSDTHS |
| RTDPIQMPYG |  | DVLIHAGDFT |  | ELGLPSEVKK |  | FNEWLGSLPY |  | EYKIVIAGNH |
| ELTFDQEFMA |  | DLIKQDFYYF |  | PSVSKLKPEN |  | YENVQSLLTN |  | CIYLQDSEVT |
| VRGFRIYGSP |  | WQPWFYGWGF |  | NLPRGQALLE |  | KWNLIPEGVD |  | ILITHGPPLG |
| FLDWVPKKMQ |  | RVGCVELLNT |  | VQRRVQPRLH |  | VFGHIHEGYG |  | VMADGTTTYV |
| NASVCTVNYQ |  | PVNPPIVIDL |  | PTPRNS     |  |            |  |            |

A: Аланін

C: Цистеїн

D: Аспарагінова кислота

E: Глутамінова кислота

F: Фенілаланін

G: Гліцин

H: Гістидин

I: Ізолейцин

K: Лізин

L: Лейцин

M: Метіонін

N: Аспарагін

P: Пролін

Q: Глутамін

R: Аргінін

S: Серин

T: Треонін

V: Валін

W: Триптофан

Кодований геном білок за функцією належить до гідролаз. 
Задіяний у такому біологічному процесі, як альтернативний сплайсинг. 